# مارتینسهایم
مارتینسهایم (به آلمانی: Martinsheim) یک شهر در آلمان است که در کیتسینگن واقع شده‌است.